# Arctodus
O Arctodus ou urso-de-pernas-longas ou ainda urso-de-cara-achatada é um urso que viveu entre 800 000 e 12 500 anos atrás durante o Pleistoceno na América do Sul e do Norte.
Era mais alto (podendo atingir 3,5 m de altura em pé), mais magro, mais pesado e mais ágil que os maiores ursos pardos dos dias atuais como o Urso-de-kodiak, tornando-se mais rápido e mais letal que o seu primo atual. Seu crânio demonstra um modo de vida extremamente carnívoro, com molares especializados em cortar carne, focinho curto com musculatura poderosa e dentes caninos grandes, resultando em uma mordida mortal. A distância entre os olhos era larga e frontal, com uma grande cavidade ocular, resultando em uma excelente visão a qual podia ser amplificada ao ficar em pé, seu peso é estimado em máximas, dos 700 kg a 1.1 toneladas, para o maior deles, Arctodus Simus. Esses fatores, juntamente com suas pernas longas, as quais eram responsáveis por sua grande agilidade e velocidade, o tornavam um ótimo caçador de longas distâncias, estando apto a perseguir tanto animais pequenos e rápidos como grandes e lentos.

## Taxonomia, classificação e evolução
Com 1,8 m (cerca de 6 pés) de altura o Arctodus simus ficaria próximo de um humano. Pertencia a um grupo de ursos conhecido como ursos tremarctine ou ursos corredores, que foram endêmicos do Novo Mundo. O mais antigo membro do Tremarctinae foi Plionarctos, que habitava no Texas, durante a época do Plioceno, (2-5 Ma). Este gênero é considerado ancestral para o Arctodus, bem como para o atual urso-de-óculos, (Tremarctos ornatus).

## Distribuição
A. simus era nativo da América do Norte, desde as planícies centrais do norte do Alasca e do Canadá até ao centro do México, à Califórnia e Virgínia. Ele foi o mais comum dos primeiros ursos norte-americanos, sendo mais abundantes na Califórnia.

## Hábitos alimentares
Exclusivamente carnívoro. O corpo magro aliada as pernas excepcionalmente longas sugere um animal apto a perseguir a presa por longas distâncias. Outros dizem que apesar da relativa pouca massa (comparada a outros ursos) estava mal equipado para ser um predador ativo, levando alguns a concluir que era um oportunista, valendo-se do tamanho para intimidar predadores menores, tais como Lobos, Leões e Smilodon. Embora visto por alguns como provável carniceiro, as suas temíveis armas naturais poderiam ter permitido que matasse qualquer animal da época, como o Megatério.

## Extinção
O Arctodus começou a entrar em declínio a cerca de 12 mil atrás, podendo-se apontar pelo menos 2 fatores para isso; o fim da Era do Gelo, que ocasionou mudanças no ecossistema, favorecendo espécies menores e mais ágeis, sem dar chance de adaptabilidade ao gigante, a competição com novas espécies, como o Urso Marrom, que chegou a América do Norte vindo pela Eurásia. Curiosamente seu desaparecimento coincidiu com a chegada do homem, que se supõem, ter colaborado com o desaparecimento acelerado da Mega Fauna. Juntos, mudanças climáticas e competição assinalaram o fim do Urso de Face Curta.